# Donald Andersen
Donald Andersen (født 30. september 1956 i Aarhus) er en dansk skuespiller og tegnefilmsdubber.
Donald Andersen er uddannet skuespiller fra Skuespillerskolen ved Aarhus Teater i 1982 og har medvirket i mange teaterstykker og revyforstillinger. han har også været instruktør på revyforstillinger , musicals og andre teaterforestillinger . Underviser i drama/ timing .
Han har desuden lagt stemme til flere tegnefilm, mest i større produktioner og ellers hos Disney, bl.a. i disneyserien De Fantastiske Fehoveder. Han dubber også til Cartoon Network-serier, bl.a. som fortælleren, biroller i Powerpuff Pigerne,som fortælleren i Får i Storbyen, som Gomez Addams i Familien Addams samt som Ricky Rotte og Melvin And i Magnus og Myggen. Han har også medvirket i spillefilm fra Disney, bl.a. I rollen som Mike Wazowski I Monsters, Inc., Monsters University og Monstre på Job og Peter Plys i Jakob og Peter Plys (2018).